# Scott (Luisiana)
Scott es una ciudad ubicada en la parroquia de Lafayette en el estado estadounidense de Luisiana. En el Censo de 2010 tenía una población de 8614 habitantes y una densidad poblacional de 299,2 personas por km².

## Geografía
Scott se encuentra ubicada en las coordenadas 30°14′22″N 92°5′41″O / 30.23944, -92.09472. Según la Oficina del Censo de los Estados Unidos, Scott tiene una superficie total de 28.79 km², de la cual 28.79 km² corresponden a tierra firme y (0%) 0 km² es agua.

## Demografía
Según el censo de 2010, había 8614 personas residiendo en Scott. La densidad de población era de 299,2 hab./km². De los 8614 habitantes, Scott estaba compuesto por el 78.69% blancos, el 15.73% eran afroamericanos, el 0.48% eran amerindios, el 1.66% eran asiáticos, el 0.01% eran isleños del Pacífico, el 1.69% eran de otras razas y el 1.74% pertenecían a dos o más razas. Del total de la población el 3.71% eran hispanos o latinos de cualquier raza.